# Ferrowodginite
La ferrowodginite è un minerale.